# Yale Steinepreis
Yale Steinepreis (19 de noviembre de 1997) es una deportista australiana que compite en piragüismo en la modalidad de aguas tranquilas. Ganó dos medallas de plata en el Campeonato Mundial de Piragüismo, en los años 2022 y 2023.

## Palmarés internacional
| Campeonato Mundial | Campeonato Mundial   | Campeonato Mundial | Campeonato Mundial |
| Año                | Lugar                | Medalla            | Competición        |
| ------------------ | -------------------- | ------------------ | ------------------ |
| 2022               | Halifax (Canadá)     | Medalla de plata   | K4 500 m           |
| 2023               | Duisburgo (Alemania) | Medalla de plata   | K1 200 m           |